# 21-й меридіан східної довготи
21-й меридіан східної довготи — лінія довготи, що лежить на 21 градус східніше Гринвіцького меридіана. Вона проходить від Північного полюса через Північний Льодовитий океан, Атлантичний океан, Європу, Африку, Індійський океан, Південний океан та Антарктиду до Південного полюса.
21-й меридіан східної довготи формує велике коло разом із 159-тим меридіаном західної довготи.
Через меридіан проходить частина кордону Намібії з Ботсваною.

## Список географічних об'єктів, що перетинає 21° сх. д.
Починаючи на Північному полюсі та рухаючись до Південного полюса, 21-й меридіан східної довготи проходить через:
| Координати                                                 | Країна, територія або море                 | Примітки |
| ---------------------------------------------------------- | ------------------------------------------ | --- |
| 90°0′ пн. ш. 21°0′ сх. д. / 90.000° пн. ш. 21.000° сх. д.  | Північний Льодовитий океан                 | |
| 80°43′ пн. ш. 21°0′ сх. д. / 80.717° пн. ш. 21.000° сх. д. | Норвегія                                   | Шпіцберген — проходить через Великий Столовий острів[en]                                                                            |
| 80°42′ пн. ш. 21°0′ сх. д. / 80.700° пн. ш. 21.000° сх. д. | Північний Льодовитий океан                 | |
| 80°13′ пн. ш. 21°0′ сх. д. / 80.217° пн. ш. 21.000° сх. д. | Норвегія                                   | Шпіцберген — проходить через острів Північно-Східна Земля                                                                           |
| 79°21′ пн. ш. 21°0′ сх. д. / 79.350° пн. ш. 21.000° сх. д. | Баренцове море                             | |
| 79°2′ пн. ш. 21°0′ сх. д. / 79.033° пн. ш. 21.000° сх. д.  | Норвегія                                   | Шпіцберген — проходить через острови Бастіана[en], Шпіцберген, Баренца та Едж                                                       |
| 78°2′ пн. ш. 21°0′ сх. д. / 78.033° пн. ш. 21.000° сх. д.  | Баренцове море                             | |
| 77°35′ пн. ш. 21°0′ сх. д. / 77.583° пн. ш. 21.000° сх. д. | Норвегія                                   | Шпіцберген — проходить через острів Едж                                                                                             |
| 77°27′ пн. ш. 21°0′ сх. д. / 77.450° пн. ш. 21.000° сх. д. | Баренцове море                             | |
| 73°24′ пн. ш. 21°0′ сх. д. / 73.400° пн. ш. 21.000° сх. д. | Атлантичний океан                          | Норвезьке море |
| 70°3′ пн. ш. 21°0′ сх. д. / 70.050° пн. ш. 21.000° сх. д.  | Норвегія                                   | Проходить через острови Скьєрвьойя[en] і Коген[en] та материк                                                                       |
| 69°3′ пн. ш. 21°0′ сх. д. / 69.050° пн. ш. 21.000° сх. д.  | Фінляндія                                  | |
| 68°53′ пн. ш. 21°0′ сх. д. / 68.883° пн. ш. 21.000° сх. д. | Швеція                                     | |
| 64°9′ пн. ш. 21°0′ сх. д. / 64.150° пн. ш. 21.000° сх. д.  | Балтійське море                            | Ботнічна затока Проходить східніше островів Хольмьон[en], Швеція Проходить західніше острова Реплот[en] та через материк, Фінляндія |
| 60°39′ пн. ш. 21°0′ сх. д. / 60.650° пн. ш. 21.000° сх. д. | Аландські острови                          | Проходить через Аландські острови                                                                                                   |
| 59°55′ пн. ш. 21°0′ сх. д. / 59.917° пн. ш. 21.000° сх. д. | Балтійське море                            | |
| 56°30′ пн. ш. 21°0′ сх. д. / 56.500° пн. ш. 21.000° сх. д. | Латвія                                     | Проходить через Лієпаю |
| 56°12′ пн. ш. 21°0′ сх. д. / 56.200° пн. ш. 21.000° сх. д. | Балтійське море                            | |
| 55°20′ пн. ш. 21°0′ сх. д. / 55.333° пн. ш. 21.000° сх. д. | Литва                                      | Проходить через Куршську косу |
| 55°17′ пн. ш. 21°0′ сх. д. / 55.283° пн. ш. 21.000° сх. д. | Куршська затока                            | |
| 54°54′ пн. ш. 21°0′ сх. д. / 54.900° пн. ш. 21.000° сх. д. | Росія                                      | Калінінградська область |
| 54°21′ пн. ш. 21°0′ сх. д. / 54.350° пн. ш. 21.000° сх. д. | Польща                                     | Проходить через Варшаву |
| 49°20′ пн. ш. 21°0′ сх. д. / 49.333° пн. ш. 21.000° сх. д. | Словаччина                                 | |
| 48°31′ пн. ш. 21°0′ сх. д. / 48.517° пн. ш. 21.000° сх. д. | Угорщина                                   | |
| 46°16′ пн. ш. 21°0′ сх. д. / 46.267° пн. ш. 21.000° сх. д. | Румунія                                    | |
| 45°21′ пн. ш. 21°0′ сх. д. / 45.350° пн. ш. 21.000° сх. д. | Сербія                                     | Проходить через Трстенік[en] |
| 43°7′ пн. ш. 21°0′ сх. д. / 43.117° пн. ш. 21.000° сх. д.  | Косово                                     | Проходить через частково визнане Косово, яке частина країн розглядає як територію Сербії                                            |
| 42°8′ пн. ш. 21°0′ сх. д. / 42.133° пн. ш. 21.000° сх. д.  | Північна Македонія                         | |
| 41°1′ пн. ш. 21°0′ сх. д. / 41.017° пн. ш. 21.000° сх. д.  | Озеро Преспа                               | |
| 40°49′ пн. ш. 21°0′ сх. д. / 40.817° пн. ш. 21.000° сх. д. | Греція                                     | Приблизно на 8 км |
| 40°44′ пн. ш. 21°0′ сх. д. / 40.733° пн. ш. 21.000° сх. д. | Албанія                                    | |
| 40°32′ пн. ш. 21°0′ сх. д. / 40.533° пн. ш. 21.000° сх. д. | Греція                                     | Проходить через Амбракійську затоку                                                                                                 |
| 38°38′ пн. ш. 21°0′ сх. д. / 38.633° пн. ш. 21.000° сх. д. | Середземне море                            | Іонічне море — проходить східніше острова Закінф                                                                                    |
| 37°16′ пн. ш. 21°0′ сх. д. / 37.267° пн. ш. 21.000° сх. д. | Греція                                     | Проходить через острови Строфадес[en]                                                                                               |
| 37°15′ пн. ш. 21°0′ сх. д. / 37.250° пн. ш. 21.000° сх. д. | Середземне море                            | |
| 32°44′ пн. ш. 21°0′ сх. д. / 32.733° пн. ш. 21.000° сх. д. | Лівія                                      | |
| 21°3′ пн. ш. 21°0′ сх. д. / 21.050° пн. ш. 21.000° сх. д.  | Чад                                        | |
| 9°44′ пн. ш. 21°0′ сх. д. / 9.733° пн. ш. 21.000° сх. д.   | Центральноафриканська Республіка           | |
| 4°25′ пн. ш. 21°0′ сх. д. / 4.417° пн. ш. 21.000° сх. д.   | ДР Конго                                   | |
| 7°17′ пд. ш. 21°0′ сх. д. / 7.283° пд. ш. 21.000° сх. д.   | Ангола                                     | |
| 17°57′ пд. ш. 21°0′ сх. д. / 17.950° пд. ш. 21.000° сх. д. | Намібія                                    | |
| 18°19′ пд. ш. 21°0′ сх. д. / 18.317° пд. ш. 21.000° сх. д. | Становить кордон між Намібією та Ботсваною | |
| 22°0′ пд. ш. 21°0′ сх. д. / 22.000° пд. ш. 21.000° сх. д.  | Ботсвана                                   | |
| 26°50′ пд. ш. 21°0′ сх. д. / 26.833° пд. ш. 21.000° сх. д. | ПАР                                        | Північнокапська провінція Західнокапська провінція                                                                                  |
| 34°22′ пд. ш. 21°0′ сх. д. / 34.367° пд. ш. 21.000° сх. д. | Індійський океан                           | |
| 60°0′ пд. ш. 21°0′ сх. д. / 60.000° пд. ш. 21.000° сх. д.  | Південний океан                            | |
| 69°59′ пд. ш. 21°0′ сх. д. / 69.983° пд. ш. 21.000° сх. д. | Антарктида                                 | Проходить через Землю Королеви Мод (претендує Норвегія)                                                                             |